# سنيجانا أونوبكا
سنيجانا أونوبكا (الأوكرانية:Сніжана Онопко، من مواليد 15 ديسمبر 1986) عارضة أزياء أوكرانية.

## نشأتها
ولدت سنيجانا أونوبكا في 15 ديسمبر 1986 في سفرودونتسك ، وانتقلت إلى كييف ، في عام 2001. بينما كانت هناك، تم رصدها من قبل كشاف أجنبي في سن 15 ، وبالتالي بدأت حياتها المهنية كعارضة أزياء.

## روابط خارجية
- سنيجانا أونوبكا على موقع دليل عارضات الأزياء (الإنجليزية)